# Коровинка (Ульяновская область)
Коровинка — деревня в Тереньгульском районе Ульяновской области. Входит в состав Подкуровского сельского поселения.

## География
Находится на речке Ташелка на расстоянии примерно 31 километр по прямой на север-северо-запад от районного центра поселка Тереньга.

## История
В 1913 в деревне было 40 дворов, 295 жителей, картофелетерочный завод и мельница. Имелась усадьба дворян Мокеевых. В поздний советский период работал совхоз "Ташлинский" (позже СПК). 

## Население
Население было 25 человек (русские 100%) в 2002 году, 27 по переписи 2010 года.